# Günter Dietrich (Ozeanograf)

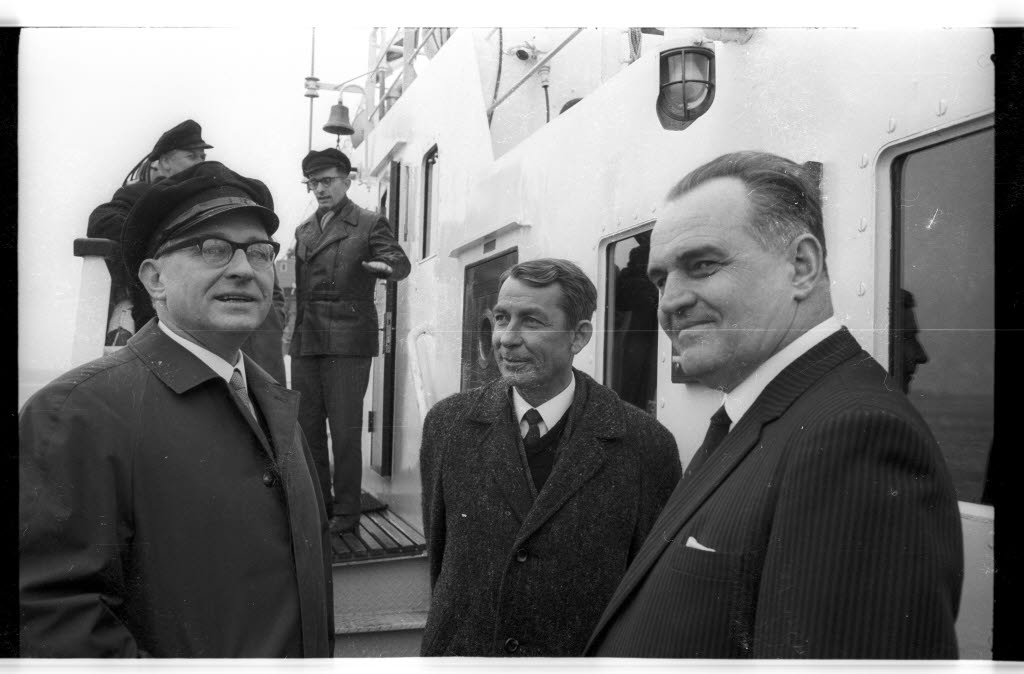
Günter Dietrich (li.) auf der Übergabefahrt des Forschungsschiffes Alkor (1966)

Günter Dietrich (* 15. November 1911 in Berlin; † 2. Oktober 1972 in Kiel) war ein deutscher Ozeanograph. Er beschrieb als Erster die Struktur des Agulhasstroms, leistete wichtige Beiträge zum Bodenwasseraustausch im Nordatlantik und war ein Gestalter der Meeresforschung in Deutschland nach dem Zweiten Weltkrieg.

## Leben
Günter Dietrich studierte von 1931 bis 1935 an der Friedrich-Wilhelms-Universität zu Berlin (siehe Humboldt-Universität zu Berlin) Geographie, Meteorologie, Mathematik, Physik und Ozeanographie. Seine Promotion zum Doktor der Philosophie erfolgte 1935 mit einer Dissertation zu Aufbau und Dynamik des Agulhasstroms. Sein Betreuer bei der Promotion war Albert Defant. Die Dissertation gab die erste detaillierte Darstellung des Agulhasstroms vor dem südlichen Afrika auf der Basis der damals vorhandenen Daten. Der südafrikanische Meeresforscher Johann Lutjeharms nannte ihn später in seinem Agulhasstrom-Buch deshalb „the first true oceanographer of the Agulhas Current system“ (in Deutsch: der erste wahre Ozeanograph des Agulhasstrom-Systems).
Von 1935 bis 1943 war Günter Dietrich planmäßiger Assistent im Institut und Museum für Meereskunde (Berlin) und nahm an vier Forschungsfahrten mit der „Meteor“ in den Nordatlantik und die Karibik teil. Während des Zweiten Weltkriegs wurde er als Ozeanograph zum Marineobservatorium Wilhelmshaven/Greifswald eingezogen und leitete 1940–1944 unter anderem 12 Untersuchungsfahrten der Forschungsschiffe der Kriegsmarine „Triton“ und „Börgen“ in der Ostsee und vor Norwegen. Untersucht wurden das Verhalten des Schalls im Seewasser sowie Gezeiten und Gezeitenströmungen. Im Jahr 1943 habilitierte er sich an der Universität Berlin mit einer Arbeit über die Schwingungssysteme der halb- und eintägigen Gezeiten in den Ozeanen und erhielt die Lehrbefugnis für Geophysik und Ozeanographie. Er wurde 1943 zum Kustos am Institut für Meereskunde ernannt. Nach dem Ende des Krieges und seiner Kriegsgefangenschaft war er vom April 1946 bis August 1950 als Ozeanograph bei der Marine der britischen Besatzungsstreitkräfte angestellt, unter anderem in deren Hauptquartier in Hamburg-Blankenese, und er arbeitete auch zeitweise selbständig in einem Ingenieurbüro für ozeanographische Messgeräte. Im September 1950 wurde er wissenschaftlicher Mitarbeiter im Deutschen Hydrographischen Institut (DHI) (siehe Bundesamt für Seeschifffahrt und Hydrographie) und Referatsleiter für Regionale Ozeanographie. Er nahm an mehreren Reisen mit den Vermessungs- und Forschungsschiffen „Gauss“ und „Anton Dohrn“ teil. Seit 1952 hielt er regelmäßig Vorlesungen an der Universität Hamburg. Im Jahr 1953 erfolgte die Umhabilitation zur Universität Hamburg, er wurde Dozent für Meereskunde und 1957 außerplanmäßiger Professor.
Die ersten großen Beteiligungen deutscher Meeresforscher an internationalen Programmen nach dem Ende des Zweiten Weltkriegs waren vor allem das Verdienst seines Vorgesetzten und Förderers Professor Dr. Günther Böhnecke, des Präsidenten des DHI, und von Günter Dietrich. Bei der zweimaligen Aufnahme der Polarfront 1957/1958 im Rahmen des International Council for the Exploration of the Sea (ICES) (Internationales Geophysikalisches Jahr) war Dietrich Koordinator und dabei Fahrtleiter auf „Gauss“ und „Anton Dohrn“. Diesen Arbeiten folgte 1960 die Internationale Island-Färöer-Rücken „Overflow“-Expedition des ICES. Dietrich war Koordinator des deutschen Beitrags und Fahrtleiter auf See. Fragestellungen zur Überströmung des kalten Tiefenwassers über den Grönland-Schottland-Rücken gewannen in seinen Arbeiten der folgenden Jahre großes Gewicht.
1959 wurde er Nachfolger von Georg Wüst in Kiel. Er erhielt die Ernennung zum Professor für Meereskunde und maritime Meteorologie an der Christian-Albrechts-Universität zu Kiel und wurde Direktor des Instituts für Meereskunde der Universität Kiel. Unter seiner Leitung wurde das Institut wesentlich erweitert und internationale Beziehungen wurden wieder aufgebaut. Die Universität Kiel wurde zur wichtigsten Ausbildungsstätte für die Meereswissenschaften in Deutschland. Sein Lehrbuch „Allgemeine Meereskunde“ wurde zum Standardwerk für die Ausbildung. Dietrich wurde auch zu einem engagierten Befürworter des neuen Forschungsschiffes Meteor (Schiff, 1964), das 1964 in Dienst gestellt wurde und 1964/65 die erste große Reise bei der „International Indian Ocean Expedition“ durchführte. Später hatte er an der Planung und Vorbereitung der multinationalen ICES-Expedition „OVERFLOW 1973“ einen entscheidenden Anteil. Leider verstarb er wenige Monate vor Expeditionsbeginn.

## Familie
Günter Dietrich war seit 1939 verheiratet mit Liselotte Dietrich, geborene Martin. Er hatte zwei Kinder. Der Sohn ertrank in jungen Jahren. Seine Tochter Sigrid ist seit 1970 verheiratet mit dem Meeresgeologen Jörn Thiede.

## Wissenschaftliches Werk
Die Hauptthemen in Dietrichs 149 Publikationen sind die Dynamik von Meeresströmungen, die Schichtung und Vermischung von Wassermassen und ihre Veränderlichkeit, die Bodentopographie mit ihrem Einfluss auf die Ausbreitung tiefer Wassermassen, die Gezeiten und die Schallausbreitung im Ozean.
Während seiner Forschungsarbeiten zum Agulhasstrom-System für seine Promotion standen ihm vor allem die Daten der „Meteor“ Expedition 1925–1927 und Daten einiger anderer Schiffe zur Verfügung. Er gab zum ersten Mal eine Beschreibung des Agulhasstrom-Systems südlich von Afrika auch in tieferen Schichten. In dem Zusammenhang verglich er Eigenschaften des Agulhastroms und des Golfstroms und beschrieb den Agulhasstrom als Zweig der atlantischen Zirkulation. Der Golfstrom hat ihn auch weiter beschäftigt, insbesondere die Beziehungen zwischen Druckverteilungen und Strömung und die Herkunft des Golfstromwassers. Seine starke geographische Orientierung während seines Studiums führte ihn im Laufe seines Berufswegs immer wieder zu Fragen der Morphologie und der Beziehung zwischen Bodenformen und Tiefenwasserausbreitung. In zahlreichen Arbeiten, von denen hier nur eine Auswahl zitiert werden kann, trug er wesentlich zu den Kenntnissen über Transport, Verteilung und Vermischung von Wassermassen im Nordatlantik, in der Nordsee und der Ostsee und im Mittelmeer bei. Besonders wichtig wurde der hydrographische Atlas für den nördlichen Nordatlantik, den er im Auftrag des ICES erstellte. Nach dem Beginn seiner Arbeiten zu Gezeiten wurde er einer der maßgebenden Experten für die halb- und eintägigen Gezeiten im offenen Ozean. Seine Gezeitenkarten waren in der Zeit, als man die Gezeiten im offenen Ozean ausschließlich aus Küstenpegelmessungen bestimmen musste, ein Standardwerk. Er hatte stets einen ganzheitlichen Ansatz in der Meeresforschung und sah sie als Einheit mit vielen Fachdisziplinen an. Er war deshalb offen für interdisziplinären Fragen, insbesondere zu den Wechselbeziehungen zwischen Bodenformen und Fischereihydrographie.  Sein Lehrbuch „Allgemeine Meereskunde“ enthält immer wieder Bezüge zwischen Ergebnissen der verschiedenen Einzeldisziplinen.

## Auszeichnungen
- Ehrendoktor, Universität Rennes, Frankreich, 1970[Qu 1]

## Mitgliedschaften
- Deutsche Wissenschaftliche Kommission für Meeresforschung, 1950–11972
- Beirat der Bundesforschungsanstalt für Fischerei ref group="Qu" name="Boe" />
- Kommission für Meeresforschung und Meerestechnik, Bundesministerium für Forschung und Technologie, 1969–1972[Qu 1]
- Deutsche Akademie der Naturforscher Leopoldina, Halle, ab 1969[1]

## Ämter
- Direktor, Institut für Meereskunde an der Universität Kiel, 1959–1968[Qu 1]
- Vorsitz, Deutsche Wissenschaftliche Kommission für Meeresforschung, 1959–11969[Qu 1]
- Dekan, Mathematisch-Naturwissenschaftliche Fakultät der Universität Kiel, 1965
- Meereskundlicher Berater der Unesco, ab 1958[Wk 2]
- Senator, Deutsche Forschungsgemeinschaft, 1964–1969[Qu 1]
- Vorsitz, Senatskommission für Ozeanographie, Deutsche Forschungsgemeinschaft, 1962–1969
- Vorsitz, Hydrographisches Komitee des ICES, 1966–1969
- Vicepresident, International Council for the Exploration of the Sea (ICES), 1967–1970[Qu 1][Qu 14]
- Vorsitz, Deutscher Landesausschuss für das Scientific Committee on Oceanic Research (SCOR/ICSU), 1964–1967[Qu 1]
- President, International Association for the Physical Sciences of the Ocean (IAPSO/IUGG), 1967–1970[Qu 1][Qu 14]
- Erster Vorsitzender, Joint Panel on Oceanographic Tables and Standards (JPOTS) von Unesco, ICES, SCOR, IAPSO[Qu 15]
- „Captain Cook Chair for Oceanography“ an der Universität Hawaii, Honolulu, U.S.A., 1969–1970[Qu 16][Qu 1][Qu 15]

## Werke
1. 1 2  
Günter Dietrich: Aufbau und Dynamik des südlichen Agulhasstromgebietes. In: Veröffentlichungen des Instituts für Meereskunde an der Universität Berlin. Berlin 1935, N.F. 27, S. 1–79.
2. 1 2 3 4  
Günter Dietrich: Wissenschaftlicher Werdegang. Kiel, im Juli 1959. Maschinenschr. 2 S.; DWK-Akte: Mitglieder 1950–1964. (unveröffentlichtes Manuskript, Kopie in Sammlung Wegner).
3. 1 2  
Günter Dietrich: Die Schwingungssysteme der halb- und eintägigen Tiden in den Ozeanen. In: Veröffentlichungen des Instituts für Meereskunde an der Universität Berlin. Berlin 1944, N.F. (A) 41, S. 1–68.
4. 1 2 3  
Günter Dietrich, Kurt Kalle: Allgemeine Meereskunde. Borntraeger, Berlin 1957, S. 1–492 (Russische Übersetzungen: V. Ju. Vespe, Leningrad 1961; N. N. Gorskij, Moskva 1962).
5. 1 2  
Günter Dietrich, Kurt Kalle, Wolfgang Krauss, Gerold Siedler: Allgemeine Meereskunde. 3. Auflage, Borntraeger, Berlin 1975, S. 1–593.
6. 1 2  
Günter Dietrich, Kurt Kalle, Wolfgang Krauss, Gerold Siedler: General Oceanography. 2. Auflage, translated by Susanne und Hans Ulrich Roll, John Wiley & Sons, New York 1980, S. 1–626.
7. ↑  
Günter Dietrich: Aufbau und Bewegung von Golfstrom und Agulhasstrom, eine vergleichende Betrachtung. In: Naturwissenschaften. 1936, 24 (15), S. 225–230.
8. ↑  
Günter Dietrich: Zur Dynamik des Atlantischen Zweiges des Agulhasstromes. In: Annalen der Hydrographie und Maritimen Meteorologie. 1935, 63, S. 383–387.
9. ↑  
Günter Dietrich: Das ozeanische „Nivellement“ und seine Anwendung auf die Golfküste und die atlantische Küste der Vereinigten Staaten von Amerika. In: Zeitschrift für Geophysik. 1936, 12, S. 287–298.
10. ↑  
Günter Dietrich: Die Lage der Meeresoberfläche im Druckfeld von Ozean und Atmosphäre mit besonderer Berücksichtigung des westlichen Nordatlantischen Ozeans und des Golfs von Mexiko. In: Veröffentlichungen des Instituts für Meereskunde an der Universität Berlin. Berlin 1937, N.F.(A) 33, S. 5–52.
11. 1 2  
Günter Dietrich: Über Bewegung und Herkunft des Golfstromwassers. In: Veröffentlichungen des Instituts für Meereskunde an der Universität Berlin. Berlin 1935, N.F.(A) 33, S. 53–91.
12. ↑  
Günter Dietrich: Einige morphologische Ergebnisse der „Meteor“-Fahrt Januar bis Mai 1938. In: Annalen der Hydrographie und maritimen Meteorologie. Beiheft Januar, 1939, 67, S. 20–23.
13. ↑  
Günter Dietrich: Zur Topographie und Morphologie des Meeresbodens im nördlichen Nordatlantischen Ozean. In: Deutsche Hydrographische Zeitschrift. Ergänzungsheft 3, 1939,  S. 26–34.
14. ↑  
Günter Dietrich: Zur Topographie der Anton-Dohrn-Kuppe. In: Kieler Meeresforschungen. 17, 1961,  S. 3–7.
15. ↑  
Günter Dietrich, Johannes Ulrich: Atlas zur Ozeanographie. Meyers Großer Physikalischer Weltatlas 7, Bibliographisches Institut, Mannheim 1968, S. 1–76.
16. ↑  
Günter Dietrich: Überströmung des Island-Färöer-Rückens in Bodennähe nach Beobachtungen mit dem Forschungsschiff „Anton Dohrn“ 1955/56. In: Deutsche Hydrographische Zeitschrift. 9, 1956,  S. 78–89.
17. ↑  
Günter Dietrich: Die Überströmung des Island-Färöer-Rückens, eine Voruntersuchung zum internationalen „Overflow-Programm“ im Juni 1960. In: Kieler Meeresforschungen. 16, 1960,  S. 9–12.
18. ↑  
Günter Dietrich: Das Mittelmeer. In: Zeitschrift der Gesellschaft für Erdkunde. Berlin 1939, 3/4, S. 108–130.
19. ↑  
Günter Dietrich: Die anomale Jahresschwankung des Wärmeinhalts im Englischen Kanal, ihre Ursachen und Auswirkungen. In: Deutsche Hydrographische Zeitschrift. 3, 1950,  S. 184–20.
20. ↑  
Günter Dietrich: Oberflächenströmungen im Kattegat, im Sund und in der Beltsee. In: Deutsche Hydrographische Zeitschrift. 4, 1951,  S. 129–150.
21. ↑  
Günter Dietrich, Hartwig Weidemann: Strömungsverhältnisse in der Lübecker Bucht. In: Die Küste. 1, 1952,  S. 69–89.
22. ↑  
Günter Dietrich: Thermal stratification of the North Sea in August 1953. In: Annalen der Biologie. 1954, 10, S. 80–82.
23. ↑  
Günter Dietrich: Hydrographic conditions in the Central and Northern North Sea in August 1955 in June 1955. In: Annalen der Biologie. 1957, 12, S. 71–73.
24. ↑  
Günter Dietrich: Stratification and circulation of the Irminger Sea in June 1955. In: Annalen der Biologie. 1957, 12, S. 36–38.
25. ↑  
Günter Dietrich: Die natürlichen Regionen von Nord- und Ostsee auf hydrographischer Grundlage. In: Kieler Meeresforschungen. 7, 1960,  S. 38–69.
26. ↑  
Günter Dietrich: Eine Forschungsfahrt zur Untersuchung der kurzfristigen Schwankungen in der Schichtung und Bewegung der Ostsee im Sommer 1960. In: Kieler Meeresforschungen. 17, 1961,  S. 135–136.
27. ↑  
Günter Dietrich: New hydrographical aspects of the Northwest Atlantic. In: International Commission for the Northwest Atlantic Fisheries, Special Publication. 1965, 6, S. 29–51.
28. ↑  
Günter Dietrich: Atlas of the Hydrography of the northern North Atlantic Ocean. International Council for the Exploration of the Sea (ICES), Copenhagen 1969, S. 1–140.
29. ↑  
Günter Dietrich: Die Gezeiten des Weltmeeres als geographische Erscheinung. In: Zeitschrift der Gesellschaft für Erdkunde. Berlin 1944, 3/4, S. 69–85.
30. ↑  
Günter Dietrich: Influences of tidal streams on oceanographic and climatic conditions in the sea as exemplified by the English Channel. In: Nature. 1944, 168, S. 6–11.
31. ↑  
Günter Dietrich: Oberflächenströmungen im Kattegat, im Sund und in der Beltsee. In: Deutsche Hydrographische Zeitschrift. 4, 1951,  S. 129–150.
32. ↑  
Günter Dietrich, Dietrich Sarhage, Kurt Schubert: Locating fish concentrations by thermometric methods. In: Kristjonss (Hrsg.): Modern fishing gear of the world. Fishing News (Books) Ltd., London 1959,  S. 453–461.
33. ↑  
Günter Dietrich: On the relationship between the distribution of redfish and redfish larvae and the hydrographical conditions in the Irminger Sea. In: Rapports et procès-verbaux des réunions / Conseil permanent international pour l'exploration de la mer. 1961, 150, S. 124–139.
34. ↑  
Günter Dietrich: Fischereihydrographie im Rahmen der internationalen Meeresforschung. In: Berichte der deutschen wissenschaftlichen Kommission für Meeresforschung. 1962, 17, S. 21–26.